# Piotr Sycylijczyk
Piotr Scycylijczyk (gr. Πέτρος Σικελιώτης) – mnich lub uczony dostojnik, służący na dworze bizantyjskim w IX wieku. Jest znany ze swojej pracy Historia Manichaeorum qui Pauliciani dicuntur, podstawowego źródła do badań dziejów sekty paulicjan. Napisał swoje dzieło pod koniec IX wieku na podstawie wiedzy, którą zdobył przebywając w Tefrike, głównej siedzibie sekty. Przebywał tam jako cesarski poseł w 870 roku, a jego zadaniem było zawarcie pokoju z Janen Chryzocheirosem, wodzem paulicjan, który nieustannie nękał posiadłości cesarstwa w Azji Mniejszej. Mimo że jego misja zakończyła się fiaskiem, to dzięki niej zdobył wiele informacji, które później posłużyły mu do napisania Historia Manichaeorum. Z jego pracy korzystali w zasadzie wszyscy greccy, średniowieczni historycy piszący o sekcie paulicjan.